# Ozias Leduc
Ozias Leduc (* 8. Oktober 1864 in Saint-Hilaire/Québec; † 16. Juni 1955 in Saint-Hyacinthe/Québec) war ein kanadischer Maler.

## Leben
Leduc wurde als zweitältestes von zehn Kindern eines Tischlers und Farmers geboren, von denen nur sechs das Erwachsenenalter erreichten. In seinem Interesse für Malerei wurde er von einem Schullehrer seines Heimatortes unterstützt, und im Alter von etwa achtzehn Jahren wurde er von Thomas Carli engagiert, seine Gipsskulpturen farblich zu gestalten. Ab 1886 arbeitete er mit dem Kirchenmaler Luigi Capello zusammen, dessen Gestaltung der Kirche Saint-Paul-L’Ermite in Repentigny er 1892 vollendete. Zu dieser Zeit wurde er Assistent des Malers Adolphe Rho, durch den er in die Wandmalerei eingeführt wurde.
Zwischen 1887 und 1900 schuf Leduc eine Anzahl von Porträts und Stillleben. Mit Nature morte aux livres gewann er 1892 den Ersten Preis für Künstler unter dreißig Jahren der Royal Canadian Academy of Arts. Seine Stillleben wurden bei der Art Association of Montreal ausgestellt. Nachdem er 1892 an der Innendekoration der Kirche Saint-Paul-l'Ermite gearbeitet hatte, erhielt er 1893 seinen ersten großen Auftrag, fünfzehn Gemälde für die Kirche Saint-Charles-Borromée in Joliette zu schaffen. 1899 entstand eine Reihe von Bleistiftzeichnungen nach dem Roman Claude Paysan von Ernest Choquette. Im Auftrag von dessen Bruder Philippe-Auguste Choquette schuf er mehrere Landschaftsgemälde.
Nach 1900 erhielt Leduc zahlreiche Aufträge für religiöse Wandgemälde, so dass er ab 1902 mit seinem Cousin Eugène L. Desautels zusammenarbeitete. Im Lauf der Jahre dekorierte er mehr als dreißig Kirchen in Québec, Nova Scotia und im Osten der USA, darunter die Kathedrale Saint Ninian in Antigonish, die Kapelle der Sisters of the Sacred Heart in Halifax, in New Hampshire die Kirche Sainte-Marie in Manchester und Saint Mary in Dover, Saint-Romuald in Farnham, den Chor der Kapelle Notre-Dame-de-Bonsecours in Montreal, ein Gemälde für den Hochaltar der Kirche Saint-Barnabé-Sud und die Kirche Saint-Edmond in Coaticook.
1906 heiratete Leduc seine Cousine Marie-Louise Lebrun, die Witwe seines Lehrers Capello. Durch eine Frankreichreise in den 1890er Jahren auf den Symbolismus aufmerksam geworden, wandte er sich nach 1910 diesem Kunststil zu. 1912 schuf er Illustrationen für Guy Delahayes Gedichtband Mignonne, allons voir si la rose, und zwischen 1913 und 1921 entstand eine Reihe von neun symbolistischen Landschaftsgemälden, von denen zwei (Pommes vertes, 1914–15 und Gilded Snow, 1916)von der National Gallery of Canada erworben wurden.
1918 schuf Leduc das Coverdesign für die von dem Architekten Fernand Préfontaine, dem Schriftsteller Robert de Roquebrune und dem Musiker Léo-Pol Morin gegründete interdisziplinäre Zeitschrift Le Nigog. Zwischen 1921 und 1932 entstand als eines seiner Hauptwerke die Malerei in der Bischofskapelle von Sherbrooke, bei der ihm Paul-Émile Borduas assistierte. Zwischen 1936 und 1942 entstand unter dem Titel Imaginations eine weitere Serie von Landschaftsgemälden. Seine letzte große Arbeit war ab 1941 die Malerei in der Kirche Notre-Dame-de-la-Présentation in Shawinigan, bei der Gabrielle Messier seine Assistentin war.

## Werke
- Nature morte, violon, 1891
- Nature morte aux livres, 1892
- La phrénologie, 1892
- Nature morte aux livres, 1892
- Nature morte, étude à la lumière d’une chandelle, 1893
- Le jeune élève, 1894
- Nature morte, livre et crânes, 1895
- Nature morte dite “au mannequin”, 1898
- Étude pour Érato (Muse endormie), 1898
- Madame Ernest Lebrun, née Adélia Leduc, sœur de l’artiste, 1899
- La ferme Choquette, Belœil, 1901
- Harvest, 1901
- Labours d’automne, 1901
- Portrait de l’honorable Louis-Philippe Brodeur, 1901–4,
- Érato (Muse dans la forêt), um 1906
- Horreur, horreur, horreur, 1912
- Cumulus bleu, 1913
- Neige dorée, 1916
- L’heure mauve, 1921
- Vue du lac, mont Saint-Hilaire, 1937.
- L’Annonce de Marie co-rédemptrice, ca. 1922–32